# Поліція Албанії
Албанська державна поліція (алб. Policia e Shtetit Shqiptar) — національна поліція Албанії, її найбільший загальнодержавний правоохоронний орган, що забезпечує безпеку громадян і підтримує громадський порядок.

## Історія
Першу албанську поліцію заснував уряд першого прем'єр-міністра Албанії Ісмаїла Кемалі 13 січня 1913 року.
Падіння комуністичної системи та встановлення політичного плюралізму після 1991 року принесли важливі зміни і албанській поліції. У квітні 1991 року було створено Міністерство громадського порядку та Головне управління поліції, а новим законом від липня 1991 року засновано поліцію громадського порядку. Майже 80% правоохоронців, тобто особового складу, який служив за попередньої системи, було замінено новобранцями.
4 листопада 1991 року поліцію Албанії прийнято в члени Інтерполу.

### Криза 1997 року

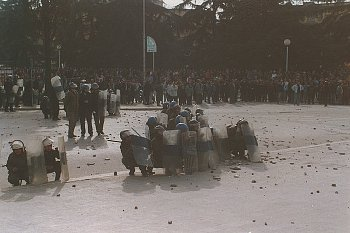
Бійці албанського загону особливого призначення в Тирані під час громадянських заворушень в Албанії 1997 року

Після падіння албанської економіки в січні—лютому 1997 року на тлі обвалу фінансових пірамід, які просував уряд, виникло заворушення, що посилюючись на початку березня призвело до масового дезертирства поліції та Республіканської гвардії, оскільки стало ясно, що їм навряд чи заплатять. Дезертири позалишали відімкненими збройові шафи, які негайно розграбували невідомі особи — як гадають, переважно місцеві злочинні угруповання та самозвані ополченці: багато зброї, кінець кінцем, вигулькнуло під час міжетнічних боїв у Косові. 
Анархія, що виникла внаслідок цього, спонукала низку країн використати військові сили для евакуації своїх громадян, завершивши це тим, що ООН санкціонувала операцію «Альба» («Світанок»), у якій короткострокові військові стабілізаційні сили під керівництвом італійської армії мали завдання полегшити репатріацію іноземців і закласти основи для іншої міжнародної організації, яка б запровадила довгострокову стабілізацію.

### Недавні події

Албанські правоохоронці з підрозділу швидкого втручання (FNSH) під час рейду з вилучення наркотиків у Лазараті в 2014 році

З 2014 по 2016 рік державна поліція Албанії провела кілька операцій у кримінальних місцевостях, як-от село Лазарат, щоб відновити довіру населення та заохотити підтримку правоохоронних дій. У червні 2014 року приблизно 800 поліціянтів провели рейд у сумно відомому масштабним коноплярством селі Лазарат, вилучивши понад 10 тонн марихуани.
У цей період незамінним знаряддям поліції стали натільні камери, що широко використовувалися для викриття наркотиків і резонансних операцій. Їх у лютому 2016 року закріпили на одностроях правоохоронців для покращення поведінки поліції та запобігання хабарництву. Однак ініціатива щодо використання натільних камер почала занепадати через високі витрати на експлуатацію та обслуговування, а також часові обмеження, що зрештою призвело до припинення їх використання серед польових офіцерів.
У відповідь на поточні виклики Міністерство внутрішніх справ представило Стратегію громадського порядку на 2015—2020 роки, супроводивши її Планом заходів на 2015—2017 роки. Ця комплексна стратегія спрямована на модернізацію албанської державної поліції та приведення її у відповідність до стандартів Європейського Союзу. До ключових цілей входило підвищення прозорості та підзвітності, покращення інфраструктури, впровадження передових технологій у поліційні операції та налагодження партнерства між поліцією та громадськістю щодо ініціативи у справі взаємодії поліції та громади.
2020-ті роки ознаменувалися значним поступом у діяльності албанської державної поліції, зокрема в управлінні туризмом. У період з 2022 по 2024 рік Департамент прикордонно-міграційної служби, особливо група прикордонно-міграційної поліції дислокувалася в міжнародному аеропорту Тирани, ефективно керуючи щорічним потоком від 7 до 12 мільйонів пасажирів, які в'їжджали в країну. Цей здобуток підкреслив дієвість департаменту та його внесок у дедалі більший туристичний сектор Албанії.

## Склад

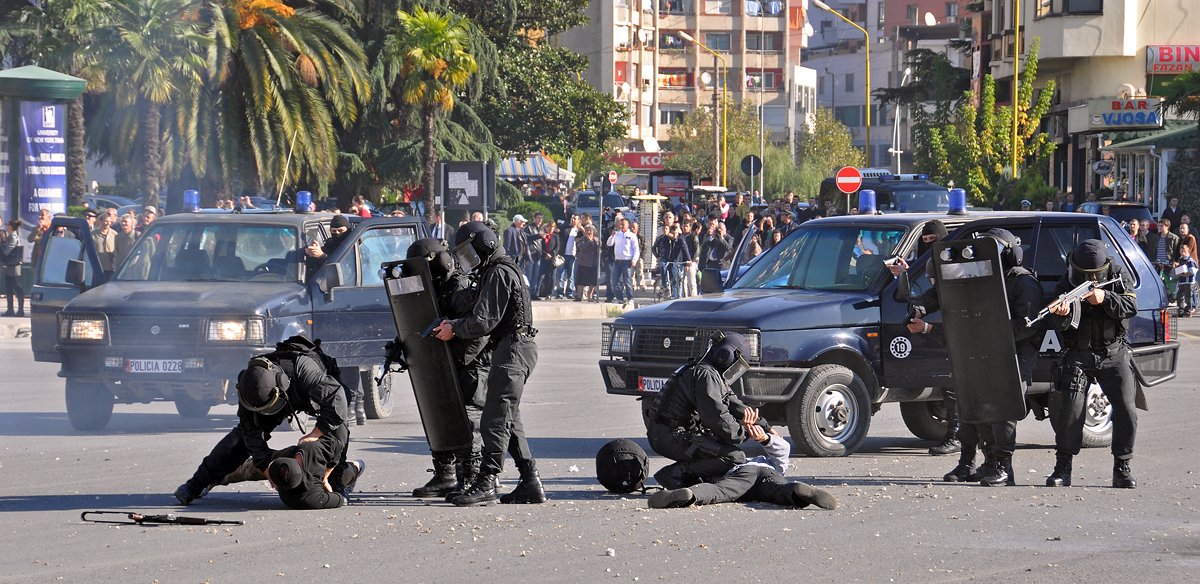
Спецпризначенці албанської поліції, відомі як RENEA або албанський SWAT на показовому навчанні (2010).

Співробітники прикордонно-міграційної поліції в міжнародному аеропорту Тирани. Двоє службовців ліворуч — начальник поліційного відділку аеропорту і його заступник

Загальне керівництво здійснює Головне управління (алб. Drejtoria e Përgjithshme), яке поділяється на Управління з боротьби з організованою злочинністю та тяжкими злочинами, Управління громадської безпеки включно з Управлінням дорожньої поліції та антитерористичним підрозділом RENEA і силами швидкого реагування FNSH, Управління кордонів і міграції, Управління допоміжних послуг і Управління кадрової підготовки.
Поліція налічує дванадцять територіальних управлінь поліції відповідно до кількості областей (царків).
Після падіння диктатури в 1990—1991 роках штат поліції постійно скорочувався з 21 000 співробітників у 1992 році до 12 000 у 2001 році.
Журналіст і колишній міністр від Соціалістичної партії Бен Блуші твердить у своїй книжці Hëna e Shqipërisë (Місяць Албанії), що 10% поліції складається з прихильників руху «Хізмет» Фетхуллаха Ґюлена (Гіленджі).